# Numenius tahitiensis
Numenius tahitiensis là một loài chim trong họ Scolopacidae.